# Sniper: Special Ops
Sniper: Special Ops (Brasil: Sniper: Operações Especiais / Portugal: Sniper Operações Especiais) é um filme estadunidense dos gêneros ação, guerra e drama, dirigido por Fred Olen Ray e estrelado por Steven Seagal, Tim Abell e Rob Van Dam.

## Sinopse
Um veterano Sniper, o Sargento Jake Chandler (Steven Seagal) foi enviado para uma pequena vila Afegã para resgatar um homem do congresso americano que foi sequestrado pelo Talibã. O resgate é um sucesso , mas Jake, ainda precisa salvar seus soldados feridos durante a missão, então vai contra todas as ordens e volta ao vilarejo para trazer seus homens de volta.

## Elenco
- Steven Seagal - Sargento Jake Chandler
- Tim Abell - Sargento Vic Mosby
- Rob Van Dam - Vasquez
- Dale Dye - Coronel Jackson
- Charlene Amoia - Janet
- Jason-Shane Scott - Tyler
- Daniel Booko - Rich
- Anthony Batarse - Bashir
- Gerald Webb - Marcus